# 桜見町
桜見町（さくらみちょう）は、愛知県名古屋市瑞穂区の地名。現行行政地名は桜見町1丁目及び桜見町2丁目。住居表示未実施地域。

## 地理
名古屋市瑞穂区北端部に位置する。東は瑞穂町、西は洲雲町、北は昭和区に接する。町域は東西約100m・南北約200mという狭さである。

## 歴史

### 地名の由来
広路町の旧字桜山に由来する。

### 沿革
- 1927年（昭和2年）6月20日 - 中区広路町字下丸屋および南区瑞穂町字洲雲・小者田の各一部により、南区桜見町1～2丁目として成立[1]。
- 1937年（昭和12年）10月1日 - 行政区の変更に伴い、昭和区桜見町となる[9]。
- 1944年（昭和19年）2月11日 - 行政区の変更に伴い、瑞穂区桜見町となる[9]。

## 世帯数と人口
2019年（平成31年）3月1日現在の世帯数と人口は以下の通りである。
| 町丁   | 世帯数  | 人口  |
| ------ | ------- | ----- |
| 桜見町 | 193世帯 | 279人 |

### 人口の変遷
国勢調査による人口の推移
| 1950年（昭和25年） | 360人 | [ 10 ] |  |
| 1955年（昭和30年） | 384人 | [ 10 ] |  |
| 1960年（昭和35年） | 399人 | [ 11 ] |  |
| 1965年（昭和40年） | 393人 | [ 11 ] |  |
| 1970年（昭和45年） | 378人 | [ 12 ] |  |
| 1975年（昭和50年） | 324人 | [ 12 ] |  |
| 1980年（昭和55年） | 234人 | [ 13 ] |  |
| 1985年（昭和60年） | 217人 | [ 13 ] |  |
| 1990年（平成2年）  | 186人 | [ 14 ] |  |
| 1995年（平成7年）  | 288人 | [ 15 ] |  |
| 2000年（平成12年） | 373人 | [ 16 ] |  |
| 2005年（平成17年） | 396人 | [ 17 ] |  |
| 2010年（平成22年） | 407人 | [ 18 ] |  |

## 学区
市立小・中学校に通う場合、学校等は以下の通りとなる。また、公立高等学校に通う場合の学区は以下の通りとなる。
| 番・番地等 | 小学校               | 中学校               | 高等学校 |
| ---------- | -------------------- | -------------------- | -------- |
| 全域       | 名古屋市立汐路小学校 | 名古屋市立汐路中学校 | 尾張学区 |

## 交通
- 名古屋市営地下鉄
 桜通線 桜山駅

## 施設
- ピアゴ ラ フーズコア 桜山店

## その他

### 日本郵便
- 郵便番号 : 467-0805[4]（集配局：瑞穂郵便局[21]）。